# Advent
Advent (fra latin: 'adventus Domini' der betyder 'Herrens komme' eller 'Herrens ankomst') er den periode i kirkeåret, hvor man forbereder sig på Jesu fødsel den 25. december.
De fire søndage i adventsperioden betegnes som henholdsvis første, anden, tredje og fjerde søndag i advent. De er de sidste fire søndage før juledag. Hvis juleaften falder på en søndag, er denne dag fjerde søndag i advent.
Advent er begyndelsen på kirkeåret. Første søndag i advent er kirkeårets nytårsdag og falder på søndagen i ugen fra 27. november til og med 3. december.

## Historie
Sine historiske rødder har adventsmarkeringen i julefasten, en fasteperiode som afspejlede påskefasten og i lighed med denne var 40 dage lang og således omfattede seks søndage. Denne afspejling af påskefasten lever endnu i at Jesu indtog i Jerusalem i dansk og svensk tradition udgør prædiketekst såvel den første søndag i advent som på Palmesøndag. Traditionelt i kirken er advent altså en tid med faste, forberedelse og venten inden fejringen af Jesu fødsel ved jul. I 1000-tallet fik julefasten benævnelsen "advent", og tiden sattes til fire uger.

## Adventstiden
Advent indledes fjerde søndag før jul og varer til og med juleaften. De fire søndage frem til jul benævnes almindeligvis første, anden, tredje og fjerde søndag i advent (også kaldet rorate).
Tiden frem til juleaften beregnes på uens måde beroende på tradition. På nordlige halvkugle er det årets mørkeste tid, og mange hjem anvender under denne tid en adventskrans med fire, normalt levende lys, hvor et lys tændes for hver søndag i advent, som er nået.
Adventskalender er, modsat jule- og pakkekalendrene, en særskilt udformet kalender, hvor modtageren af kalenderen får en gave hver søndag i advent. Så hvor både jule- og pakkekalender følger de 24 dage i december frem til jul, d 25. december, så følger adventskalenderen adventssøndagene.

## Adventsstjerner
Adventsstjerner lyser ofte i vinduer i adventsperioden i december. En gang i 1880'erne blev den første adventsstjerne ophængt i Tyskland. Det tog cirka 50 år for traditionen at nå Sverige. I nutiden er de fleste adventsstjerner med elektrisk lys.
Stjernen symboliserer Betlehemsstjernen, den stjerne som viste vejen for de østerlandske stjernetydere (de tre vise mænd) til det nyfødte barn Jesus, i en stalds krybbe. I dag anvendes stjernerne for at sprede julestemning og længsel mod julen.

## Midadvent
Midadvent er 3. søndag i advent, der i den katolske kirke er én af to rosensøndage (eller gaudete-søndage). Den anden er midfaste, 4. søndag i fasten. På disse to søndage kan katolske præster vælge at iføre sig den rosafarvede messehagel, som kan bruges disse to dage i den katolske kirke, men ikke i den evangelisk-lutherske, altså ikke i folkekirken.